# Sinjac
Sinjac je jezero u Karlovačkoj županiji, južno od mjesta Plaški, u zaseoku Jezero. Nalazi se u blizini ceste Plaški – Saborsko – Plitvička Jezera. 

## Naziv
Sinjac se još naziva Sinac, Sivac ili Jezero. Nazivi Sinjac i Sinac vjerojatno potječu od pridjeva sinji, koji vuče podrijetlo iz praslavenskog *sin’ü i znači sinji, modar, siv, sivkast, crn. U toj se riječi krije indoeuropski korijen *sk’ei i znači svijetliti, ljeskati se, zasjati, prosinuti. 

## Osnovni podatci
Površina jezera Sinjac iznosi oko 0,25 ha i sastoji se od četiri grotla, nazvanih Sinjac 1, Sinjac 2, Sinjac 3 i Sinjac 4, od kojih je Sinjac 1 najdublji. Za niskog vodostaja vide se četiri odvojena grotla, dok za visokog vodostaja nastane jedno jezero. U dosadašnjim istraživanjima speleoronioci spustili su se do 203 m dubine u Sinjcu 1. Konačna dubina jezera još je nepoznata. Sinjac 1 je trenutno treći najdublje istraženi krški izvor u Hrvatskoj i spada među 15 najdubljih krških izvora u svijetu. 
Sinjac je izvor rječice Tuk, duge oko 2,5 kilometra, koja ponire nedaleko od mjesta Plavče Drage. 

## Flora i fauna
Od ribljih vrsta viđeni su klen, peš i pastrva. U njemu obitava i ogulinska špiljska spužvica (Eunapius subterraneus), koja živi samo u podzemnim krškim vodama Ogulinsko-Plaščanske zaravni i sjeverozapadne Like te je jedina podzemna slatkovodna spužvica na svijetu. 

## Povijest istraživanja Sinjca
- 1984. provedena je međunarodna speleoronilačka ekspedicija „Bijeli potoci – Kamensko 84“ kad je zabilježen prvi zaron u Sinjac. Ekspediciju je organiziralo Društvo za istraživanja i snimanja krških fenomena iz Zagreba (DISKF), a vodili su je Tihomir Kovačević Tihi i Mladen Garašić Gara. Prvi ronioci u Sinjcu bili su Ljubiša Kalinić, Tihomir Kovačević, Žarko Supičić i Mladen Garašić. Tada su ronioci došli do dubine od 42 metra.
- 1999. provedena je međunarodna speleoronilačka ekspedicija „Speleoronjenje '99“ u organizaciji DISKF-a pod vodstvom Tihomira Kovačevića Tihija. Tada su u Sinjcu ronili Pierre Bastin, Roger Cosse-Myns i Frank Vasseur, kad su dosegnuli dubinu od 103 metra. To je bilo prvi put u Hrvatskoj da je netko prešao 100 metara dubine u nekom krškom izvoru.
- 2002. na međunarodnoj speleoronilačkoj ekspediciji „Rakovica 2002“ u organizaciji DISKF-a u Sinjcu su ronili Pavol Skovajsa, Pavel Riha Terminator i Jan Enčev te postigli dubinu od 103 metra. Na dubini od 42 metra pronašli su i snimili volovsku zapregu i potvrdili Legendu o izgubljenim kolima. Ekspediciju je vodio Tihomir Kovačević Tihi.
- 2005. na međunarodnoj speleoronilačkoj ekspediciji „Zrmanjina SUZA“, koju je organiziralo društvo „Dinaridi – Društvo za istraživanja i snimanja krških fenomena“ (DDISKF) pod vodstvom Tihomira Kovačevića Tihija, postignut je opet najdublji zaron u krškom izvoru u Hrvatskoj. Član DDISKF-a i speleoronioc svjetskog glasa Luigi Casati spustio se na 155 metara.
- 2007. na MSRE "Zrmanjin ZOV 2007" u organizaciji DDISKF-a speleoronioci Alan Kovačević i Damir Pavelić otkrili su prolaz u grotlo Sinjac 4, kojeg je istražio i opisao jedan od najvećih svjetskih pionira speleoronjenja Švicarac i član DDISKF-a Jean Jacques Bolance.
- 2009. ronilac Gordan Horvat Pero iz KTSR Explorer iz Zagreba spustio se na 106 metara i prvi je hrvatski ronilac koji se spustio ispod 100 metara u krškom izvoru.
- 2016. DDISKF je organizirao Međunarodnu speleoronilačku ekspediciju "Kamena galaksija – Zrmanja 2016" pod vodstvom Tihomira Kovačevića Tihija. Ronilački tim u Sinjcu je postigao dubinu od 203 metra. Na čelu tima bio je član DDISKF-a Luigi Casati. Postignuta dubina nije konačna.

## Ekologija
Ogulinsko je podzemlje izloženo mnogim negativnim utjecajima. Karst Waters Institute iz SAD-a proglasio je 2001./2002. ovo područje jednim od 10 najugroženijih krških fenomena na svijetu.  

## Zanimljivosti
- „Legenda o izgubljenim kolima“ je istinita priča iz 1936. godine. Upravo je ta priča dovela istraživače DDISKF-a na Sinjac.
- U Sinjcu je Hrvatsko biospeleološko društvo tijekom ekspedicija provodilo istraživanja i prikupljalo uzorke živog svijeta u jezeru. Slatkovodnu spužvicu prvi je zamijetio i ukazao na njeno postojanje u jezeru Alan Kovačević.
- Na Sinjcu Hrvatska gorska služba spašavanja (HGSS) provodi vježbe speleoronilačkog spašavanja.